# 현상금 사냥꾼
현상금 사냥꾼(懸賞金-)은 해당 법률에 따라 범죄자와 도망자를 체포하는 사냥꾼으로 보수를 얻는 직업이다.

## 가공의 현상금 사냥꾼 캐릭터
- DC 코믹스 - 캡틴 콜드, 조나 헥스
- 마블 코믹스 - 비숍
- 원피스 - 롤로노아 조로, 요삭, 죠니

## 같이 보기
- 사인체포
- 미국 연방보안관